# IC 3058
IC 3058 ist eine Galaxie im Sternbild Coma Berenices am Nordsternhimmel. Sie ist schätzungsweise 1,1 Mia. Lichtjahre von der Milchstraße entfernt und hat einen Durchmesser von etwa 230.000 Lj.
Im selben Himmelsareal befinden sich u. a. die Galaxien NGC 4208, IC 3053, IC 3061, IC 3080.
Das Objekt wurde am 7. Mai 1904 vom US-amerikanischen Astronomen Royal Harwood Frost entdeckt.